# Денні Гарсія
Денні Гарсія (англ. Danny García, нар. 20 березня 1988, Філадельфія) — американський професійний боксер , що виступає у напівсередній вазі. Чемпіон світу за версіями WBC (2012—2015), WBA (Super) (2012—2015), The Ring у першій напівсередній вазі, чемпіон світу за версією WBC (2016—2017) у напівсередній вазі.

## Аматорська кар'єра
- Національний чемпіонат U-19[1] (2005)
- Чемпіон турніру Tammer (2005)
- Чемпіон США (2006)

## Професіональна кар'єра
Дебютував 17 листопада 2007 року.
Тренує Денні його батько Анхель Гарсія.
15 жовтня 2011 року переміг Кендала Холта і виграв вакантний титул інтерконтинентального чемпіона WBO у першій напівсередній вазі.

### Бій з Моралесом I
24 березня 2012 року суперником Гарсії став легендарний мексиканський чемпіон у чотирьох вагових категоріях Ерік Моралес. Моралес втратив свій титул чемпіона WBC ще на зважуванні, не вклавшись в ліміт першої напівсередньої ваги. Таким чином титул став вакантним, і лише Гарсія міг його отримати в разі перемоги. Протягом всього бою не можна було віддати перевагу якомусь із бійців. Вже традиційно для Гарсії початки раундів залишилися за Моралесом, а потім Гарсія за рахунок точних влучань витягував кінцівку. Вже аж в 11 раунді можна було чітко помітити перевагу Гарсії. Він, провівши ряд точних ударів, відправив мексиканця в нокдаун. Загалом перемога американця не викликала сумнівів. Він здобув титул одноголосним рішенням суддів: 116-112,117-110, 118-109.

### Бій з Ханом
14 липня 2012 року відбувся об'єднавчий бій між чемпіоном WBC Гарсією та суперчемпіоном WBA Аміром Ханом.  Початок поєдинку пройшов з незначною перевагою Аміра Хана. Єдине, що протиставив Гарсія супернику, були розмашні хуки, які і приносили йому користь. Згодом перевага все більше переходила на сторону американця. Він все більше і сильніше бив. Так, в 3 раунді лівий боковий Гарсії досяг цілі, і Хан вирушив у важкий нокдаун. Від зупинки бою британця врятував гонг. Вже в наступному раунді Денні Гарсія  кинувся добивати свого суперника, що після 2 нокдаунів йому і вдалося. Гарсія об'єднав пояси.

### Бій з Моралесом II
20 жовтня 2012 року у Брукліні відбувся великий боксерський вечір, в головному поєдинку якого Денні Гарсія захистив титули чемпіона WBC/WBA проти мексиканця Еріка Моралеса. Вже у третьому раунді Гарсії вдалося потрясти Моралеса, а у наступному нокаутувати. Цей бій став останнім у профікар'єрі Моралеса. Відразу після бою допінг-тест Моралеса дав позитивний результат. Американське антидопінгове агентство (USADA) дискваліфікувало Еріка на 2 роки.
27 квітня 2013 року Гарсія здобув перемогу одноголосним рішенням суддів над Забом Джудою. Джуда побував у нокдауні у 8 раунді.

### Бій з Матіссе
14 вересня 2013 року в андеркарді бою Флойд Мейвезер - Сауль Альварес відбувся бій за титул "суперчемпіона" WBA і чемпіона WBC у першій напівсередній вазі Денні Гарсія - Лукас Матіссе, який по своїй напрузі і видовищності затьмарив головний поєдинок вечора. Перша половина бою пройшла з невеликою перевагою Матіссе, який бив з обох рук, але усе змінилося у 7 раунді - Гарсія зумів підбити праве око аргентинцю, яке швидко стало закриватися. Гарсія став доносити до цілі все більше лівих бокових, які Матіссе просто не міг бачити. Втім Лукас знайшов у собі сили для рішучого наступу у 11 раунді, але в одному із епізодів пропустив 2 удара і опинився в нокдауні. В 12 раунді рефері оштрафував Гарсію за постійні удари нижче пояса. Закінчили бій боксери рубкою, яка, втім, на результат вже не вплинула. Гарсія мінімально, але одноголосно переміг — двічі 114-112 і 115-111.
У 2014 році Денні переміг за очками Маурісіо Ерреру і захистив титули, потім у нетитульному бою у проміжній вазі  переміг Рода Салку. 11 березня 2015 року Гарсія перебоксував Ламонта Пітерсона знову у проміжній вазі, після чого залишив вакантними титули у першій напівсередній вазі і піднявся у напівсередню вагу.
Дебют Гарсії в новій категорії відбувся проти Пола Маліньяджи і він йому вдався. Він виснажив Пола, і у 9 раунді рефері зупинив бій. ТКО.

### Бій з Робертом Герреро
23 січня 2016 року в Лос-Анджелесі Денні Гарсія здолав одноголосним рішенням Роберта Герреро і завоював вакантний титул чемпіона WBC у напівсередній вазі. Перша половина бою вийшла конкурентною, а  далі бій прийняв односторонній характер.
16 листопада 2016 року захистив звання чемпіона у бою проти Самуеля Варгаса.

### Бій з Кітом Турманом
4 березня 2017 року у Барклайс-центрі у Брукліні відбувся об'єднавчий поєдинок між непереможними чемпіоном WBC Денні Гарсією (33-0, 19КО) і чемпіоном WBA Super Кітом Турманом (27-0, 22КО). Гарсія наступав і переслідував суперника, але без чіткого плану. Турман виглядав краще, перебоксувавши суперника з дистанції. Гарсія не зміг продемонструвати свої найкращі якості і, поступившись розділеним рішенням суддів 115-113 (Гарсії) і 115-113, 116-112 (Турману), втратив титул чемпіона. Обидва боксери отримали за бій по 2 млн $, що стало найбільшим гонораром у кар'єрі для обох.
17 лютого 2018 року Гарсія технічним нокаутом у 9 раунді переміг колишнього чемпіона у легкій вазі Брендона Ріоса.

### Бій з Шоном Портером
У квітні 2018 року Кіт Турман, що не боксував більше року, залишив пояс WBC вакантним.
8 вересня 2018 року в бою за вакантний титул зустрілися Денні Гарсія і Шон Портер. Поєдинок був більш-менш рівним, але Портер бив і попадав більше. Судді одноголосно вирішили, що переміг Портер — 116-112 і двічі 115-113. Гарсія не зміг повернути собі титул WBC і зазнав другої поразки в кар'єрі.
У квітні 2019 року Гарсія у бою проти Едріена Гранадоса виборов другорядний титул WBC Silver. Гранадос двічі у другому раунді і раз у п'ятому був у нокдауні. У 7 раунді рефері зупинив односторонній бій і присудив перемогу Гарсії технічним нокаутом. Ця поразка для Гранадоса стала першою достроковою.
25 січня 2020 року в бою за статус офіційного претендента на титул WBC в напівсередній вазі Гарсія зустрівся з українцем Іваном Редкачем і здобув перемогу одностайним рішенням. Удари Гарсії були набагато точнішими і потужнішими, але українець протримався увесь відведений час, хоч і відзначився у 10 раунді неспортивною поведінкою, укусивши Гарсію за шию. Суддя прогавив цей епізод і не зупинив бій.

### Бій з Ерролом Спенсом
5 грудня 2020 року Денні Гарсія зустрівся в бою з співвітчизником чемпіоном світу за версією IBF в напівсередній вазі Ерролом Спенсом. Бій не був конкурентним. Спенс мав явну перевагу впродовж усього бою і здобув перемогу одностайним рішенням суддів.
Після півторарічної перерви 30 липня 2022 року Денні Гарсія дебютував у першій середній вазі і здобув перемогу над американцем Хосе Бенавідесом.

## Таблиця боїв
| 37 Перемог (21 нокаутом, 16 за рішенням суддів), 4 Поразки (1 нокаутом, 3 за рішення суддів), 0 Не відбулося |        |                     |        |        |      |                   |                                                | |
| Результат | Рекорд | Суперник            | Спосіб | Раунд  | Час  | Дата              | Місце проведення                               | Примітки |
| Поразка | 37-4   | Ерісланді Лара      | RTD    | 9(12)  |      |                   |                                                | |
| Перемога | 37-3   | Хосе Бенавідес      | MD     | 12     |      | 30 липня 2022     | Barclays Center, Бруклін, Нью-Йорк             | |
| Поразка | 36-3   | Еррол Спенс         | UD     | 12     |      | 5 грудня 2020     | AT&T Stadium, Арлінгтон, Техас                 | Бій за титул чемпіона WBC у напівсередній вазі. Бій за титул чемпіона IBF у напівсередній вазі.                                    |
| Перемога | 36-2   | Іван Редкач         | UD     | 12     |      | 25 січня 2020     | Barclays Center, Бруклін, Нью-Йорк             | |
| Перемога | 35-2   | Адріан Гранадос     | TKO    | 7 (12) | 1:33 | 20 квітня 2019    | Dignity Health Sports Park, Карсон, Каліфорнія | Виграв вакантний титул чемпіона WBC Silver у напівсередній вазі.                                                                   |
| Поразка | 34-2   | Шон Портер          | UD     | 12     |      | 8 вересня 2018    | Barclays Center, Бруклін, Нью-Йорк             | Бій за вакантний титул чемпіона WBC у напівсередній вазі.                                                                          |
| Перемога | 34-1   | Брендон Ріос        | TKO    | 9 (12) | 2:25 | 17 лютого 2018    | Mandalay Bay, Лас-Вегас, Невада                | |
| Поразка | 33-1   | Кіт Турман          | SD     | 12     |      | 4 березня 2017    | Barclays Center, Бруклін, Нью-Йорк             | Втратив титул чемпіона WBC у напівсередній вазі. Бій за титул чемпіона WBA (Super) у напівсередній вазі.                           |
| Перемога | 33-0   | Самуель Варгас      | TKO    | 7 (12) | 2:27 | 12 листопада 2016 | Liacouras Center, Філадельфія, Пенсільванія    | Захистив титул чемпіона WBC у напівсередній вазі.                                                                                  |
| Перемога | 32-0   | Роберт Герреро      | UD     | 12     |      | 23 січня 2016     | Стейплс-центр, Лос-Анджелес, Каліфорнія        | Виграв титул чемпіона WBC у напівсередній вазі.                                                                                    |
| Перемога | 31-0   | Пол Маліньяджі      | TKO    | 9 (12) | 2:22 | 1 серпня 2015     | Barclays Center, Бруклін, Нью-Йорк             | Дебют у напівсередній вазі. |
| Перемога | 30-0   | Ламонт Пітерсон     | MD     | 12     |      | 11 квітня 2015    | Barclays Center, Бруклін, Нью-Йорк             | Титули чемпіона не на кону. |
| Перемога | 29-0   | Род Салка           | KO     | 2 (10) | 2:31 | 9 серпня 2014     | Barclays Center, Бруклін, Нью-Йорк             | Титули чемпіона не на кону. |
| Перемога | 28–0   | Маурісіо Еррера     | MD     | 12     |      | 15 березня 2014   | Coliseo Ruben Rodriguez, Баямон, Пуерто-Рико   | Захистив титул чемпіона WBC, WBA (Super), The Ring у першій напівсередній вазі.                                                    |
| Перемога | 27–0   | Лукас Матіссе       | UD     | 12     |      | 14 вересня 2013   | MGM Grand Las Vegas, Лас-Вегас, Невада         | Захистив титул чемпіона WBC, WBA (Super), The Ring у першій напівсередній вазі.                                                    |
| Перемога | 26–0   | Заб Джуда           | UD     | 12     |      | 27 квітня 2013    | Barclays Center, Бруклін, Нью-Йорк             | Захистив титул чемпіона WBC, WBA (Super), The Ring у першій напівсередній вазі.                                                    |
| Перемога | 25–0   | Ерік Моралес        | KO     | 4 (12) | 2:39 | 20 жовтня 2012    | Barclays Center, Бруклін, Нью-Йорк             | Захистив титул чемпіона WBC, WBA (Super), The Ring у першій напівсередній вазі.                                                    |
| Перемога | 24–0   | Амір Хан            | TKO    | 4 (12) | 2:28 | 14 липня 2012     | Mandalay Bay, Лас-Вегас, Невада                | Захистив титул чемпіона WBC у першій напівсередній вазі. Виграв титул чемпіона WBA (Super) і The Ring у першій напівсередній вазі. |
| Перемога | 23–0   | Ерік Моралес        | UD     | 12     |      | 24 березня 2012   | Reliant Arena, Х'юстон, Техас                  | Виграв титул чемпіона WBC у першій напівсередній вазі.                                                                             |
| Перемога | 22–0   | Кендалл Холт        | SD     | 10     |      | 15 жовтня 2011    | Staples Center, Лос-Анджелес, Каліфорнія       | Виграв титул NABO у першій напівсередній вазі.                                                                                     |
| Перемога | 21–0   | Нейт Кемпбелл       | UD     | 10     |      | 9 квітня 2011     | MGM Grand Las Vegas, Лас-Вегас, Невада         | |
| Перемога | 20–0   | Джон Фігуроа        | KO     | 2 (8)  | 0:52 | 25 лютого 2011    | Four Points by Sheraton, Сан-Дієго, Каліфорнія | |
| Перемога | 19–0   | Майк Анаутіс        | KO     | 4 (10) | 1:05 | 8 жовтня 2010     | South Philly Arena, Філадельфія, Пенсільванія  | |
| Перемога | 18–0   | Хорхе Ромеро        | TKO    | 9 (10) | 1:16 | 30 липня 2010     | Moon Palace, Канкун, Кінтана-Роо               | Виграв титул тимчасового молодіжного чемпіона WBC у напівсередній вазі.                                                            |
| Перемога | 17–0   | Крістофер Фернандес | TKO    | 7 (10) | 1:18 | 7 травня 2010     | South Philly Arena, Філадельфія, Пенсільванія  | |
| Перемога | 16–0   | Ешлі Теофан         | SD     | 10     |      | 26 лютого 2010    | Don Haskins Center, Ель-Пасо, Техас            | |
| Перемога | 15–0   | Енріке Колін        | KO     | 2 (10) | 0:55 | 2 грудня 2009     | Liacouras Center, Філадельфія, Пенсільванія    | Виграв титул тимчасового молодіжного чемпіона WBC у першій напівсередній вазі.                                                     |
| Перемога | 14–0   | Оскар Леон          | TKO    | 3 (6)  | 2:59 | 22 серпня 2009    | Toyota Center, Х'юстон, Техас                  | |
| Перемога | 13–0   | Павел Міранда       | TKO    | 2 (8)  | 0:56 | 12 червня 2009    | HP Pavilion, Сан Хосе, Каліфорнія              | |
| Перемога | 12–0   | Умберто Тапіа       | UD     | 8      |      | 11 квітня 2009    | Mandalay Bay, Лас-Вегас, Невада                | |
| Перемога | 11–0   | Крістіан Фавела     | UD     | 8      |      | 28 лютого 2009    | Toyota Center, Х'юстон, Техас                  | |
| Перемога | 10–0   | Хосе Альфредо Луго  | UD     | 8      |      | 6 грудня 2008     | MGM Grand Las Vegas, Лас-Вегас, Невада         | |
| Перемога | 9–0    | Адан Ернандес       | UD     | 6      |      | 22 листопада 2008 | MGM Grand Las Vegas, Лас-Вегас, Невада         | |
| Перемога | 8–0    | Деон Неш            | TKO    | 3 (6)  | 2:59 | 18 жовтня 2008    | Boardwalk Hall, Атлантик-Сіті, Нью Джерсі      | |
| Перемога | 7–0    | Терон Віггінс       | TKO    | 1 (4)  | 1:04 | 13 вересня 2008   | MGM Grand Las Vegas, Лас-Вегас, Невада         | |
| Перемога | 6–0    | Джуліо Гамбоа       | UD     | 6      |      | 3 травня 2008     | The Home Depot Center, Каліфорнія              | |
| Перемога | 5–0    | Гуадалупе Діас      | TKO    | 1 (6)  | 1:53 | 19 квітня 2008    | Thomas & Mack Center, Лас-Вегас, Невада        | |
| Перемога | 4–0    | Карлес Вейд         | TKO    | 1 (6)  | 0:43 | 15 березня 2008   | Mandalay Bay, Лас-Вегас, Невада                | |
| Перемога | 3–0    | Марло Кортес        | KO     | 2 (4)  | 1:07 | 11 січня 2008     | Morongo Casino Resort & Spa, Каліфорнія        | |
| Перемога | 2–0    | Хесус Віллареал     | TKO    | 2 (4)  | 2:28 | 8 грудня 2007     | MGM Grand Las Vegas, Лас-Вегас, Невада         | |
| Перемога | 1–0    | Майк Денбі          | KO     | 1 (4)  | 1:08 | 17 листопада 2007 | The Borgata, Атлантик-Сіті, Нью-Джерсі         | Професійний дебют |